# Mauritiuskirche (Holzgerlingen)

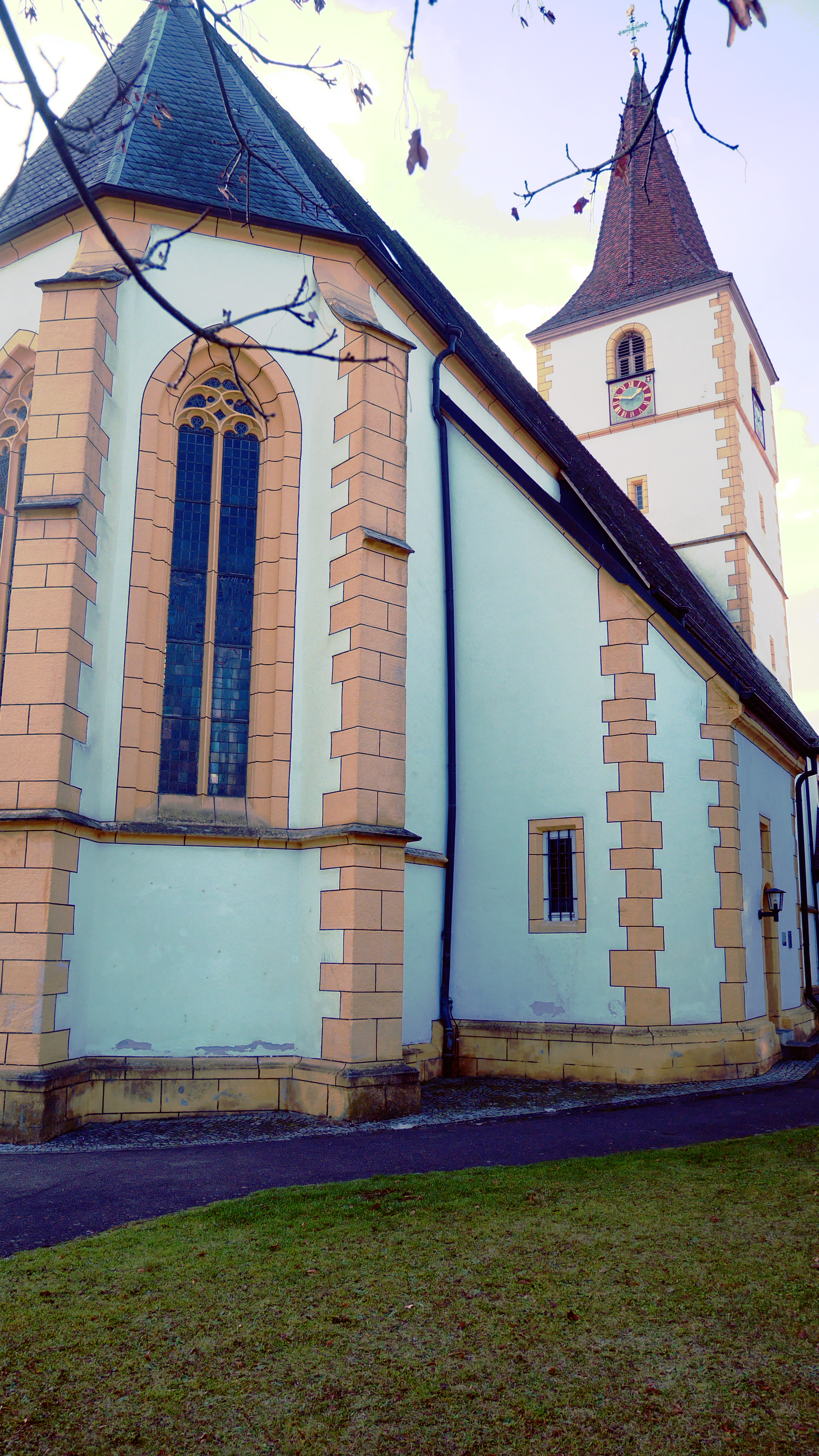
Mauritiuskirche Holzgerlingen

Die evangelische Mauritiuskirche ist ein Kirchengebäude in Holzgerlingen im Landkreis Böblingen, Baden-Württemberg. Der Turm wurde im romanischen Stil errichtet. Das Schiff der 1275 erstmals urkundlich erwähnten Kirche wurde vor 1250 asymmetrisch angesetzt.

## Geschichte
Der romanische, innen kreuzrippengewölbte Turm ist der älteste Teil der Kirche. Er ist 45 m hoch, steht auf 2 Meter dicken Grundmauern und diente als Wehrturm. Er steht asymmetrisch zum Schiff und weist romanische Fensterlaibungen auf. Holzgerlingen wird 1007 erstmals in einer Urkunde Kaiser Heinrichs II. erwähnt, was auf die Entstehungszeit des Turmes hinweisen kann. Südlich des Kirchturms ist ein tonnengewölbtes Beinhaus (Totenhäuschen) von 1481 in die frühere Kirchhofsmauer hineingebaut. Die Kirche ist heute als spätgotischer Bau erkennbar, der auf einen Um- oder Neubau ab 1473 zurückgeht. Das Schiff ist mit einer flachen Decke geschlossen. Das Netzrippengewölbe des Chors weist Schlusssteinreliefs auf, die u. a. Maria mit dem Kind, den Kirchenpatron Mauritius und einen Engel mit einem Schild darstellen. Die Farben Österreichs Weiß/Rot und die Pfälzer Löwen fanden dabei Verwendung.

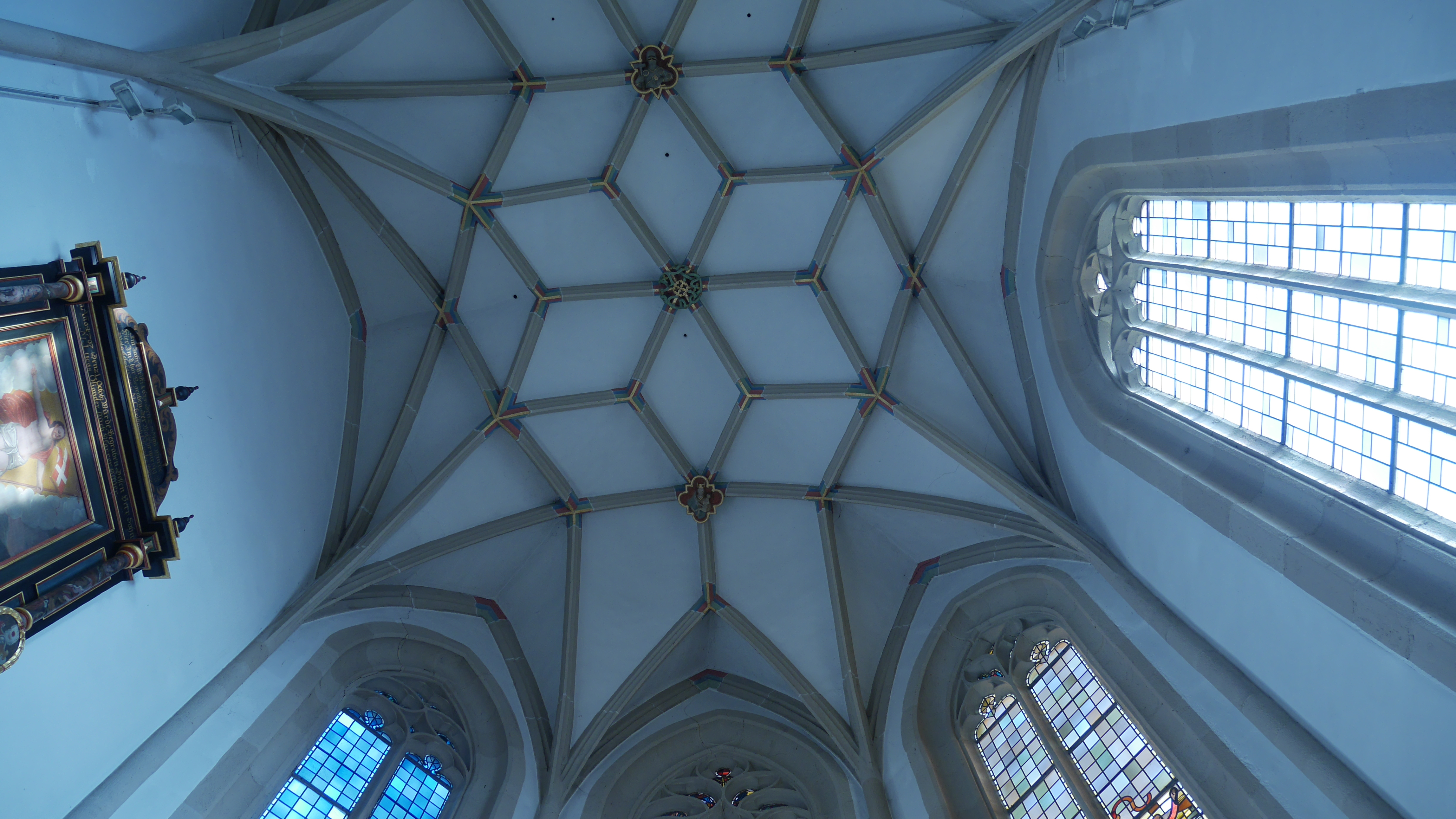
Chorgewölbe
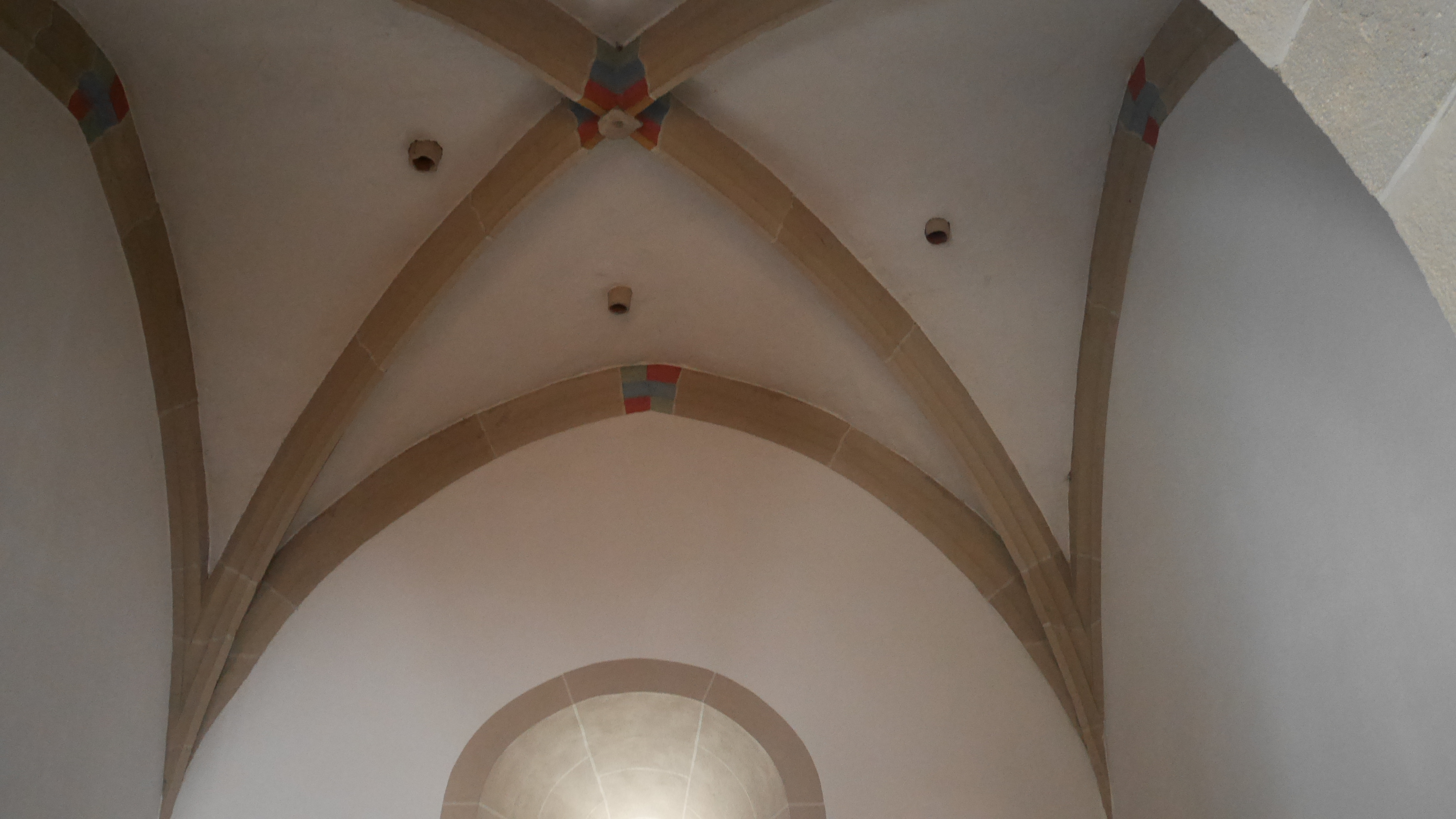
Kreuzrippengewölbe im Turm
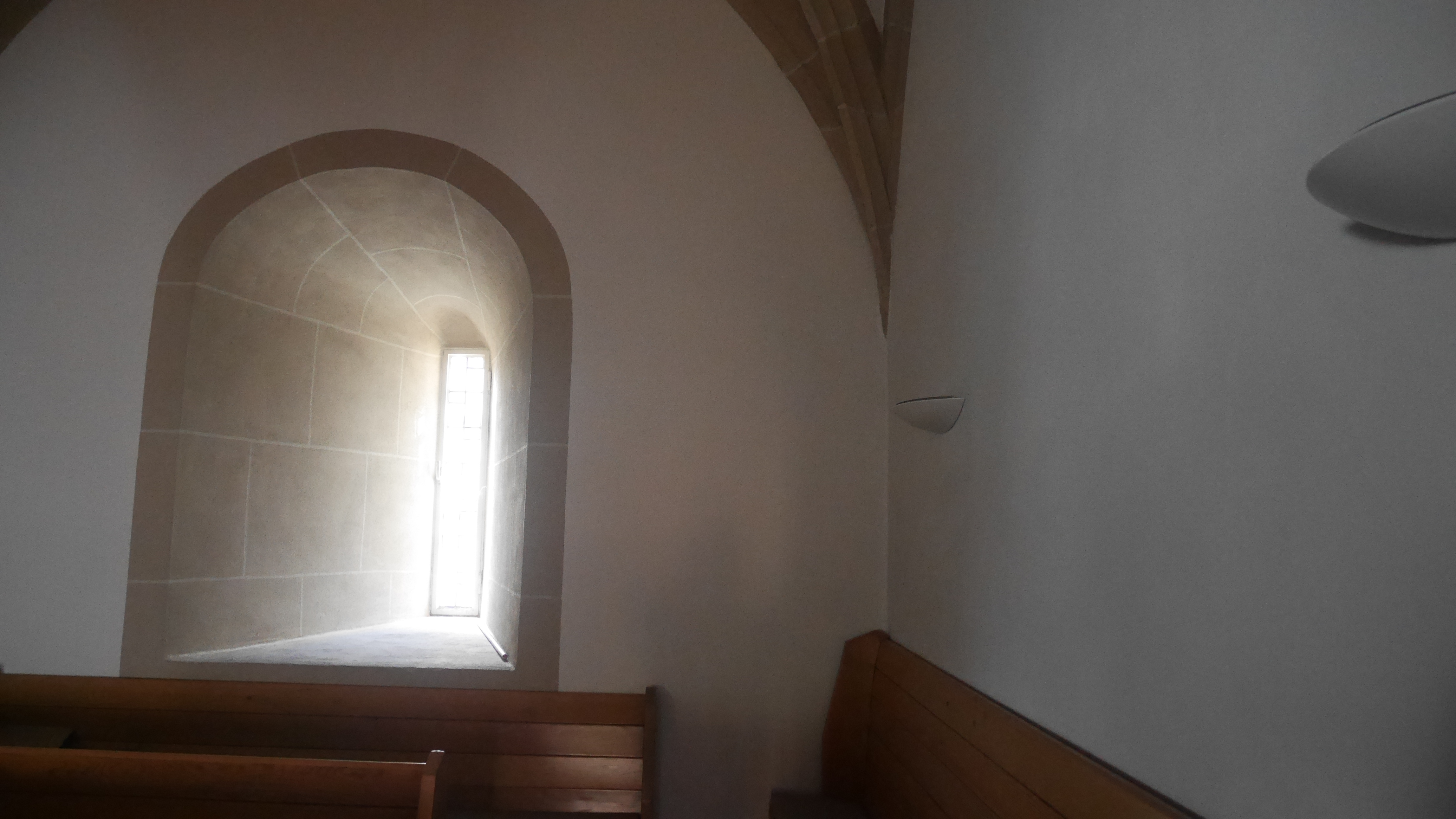
Romanisches Fenster im Turm
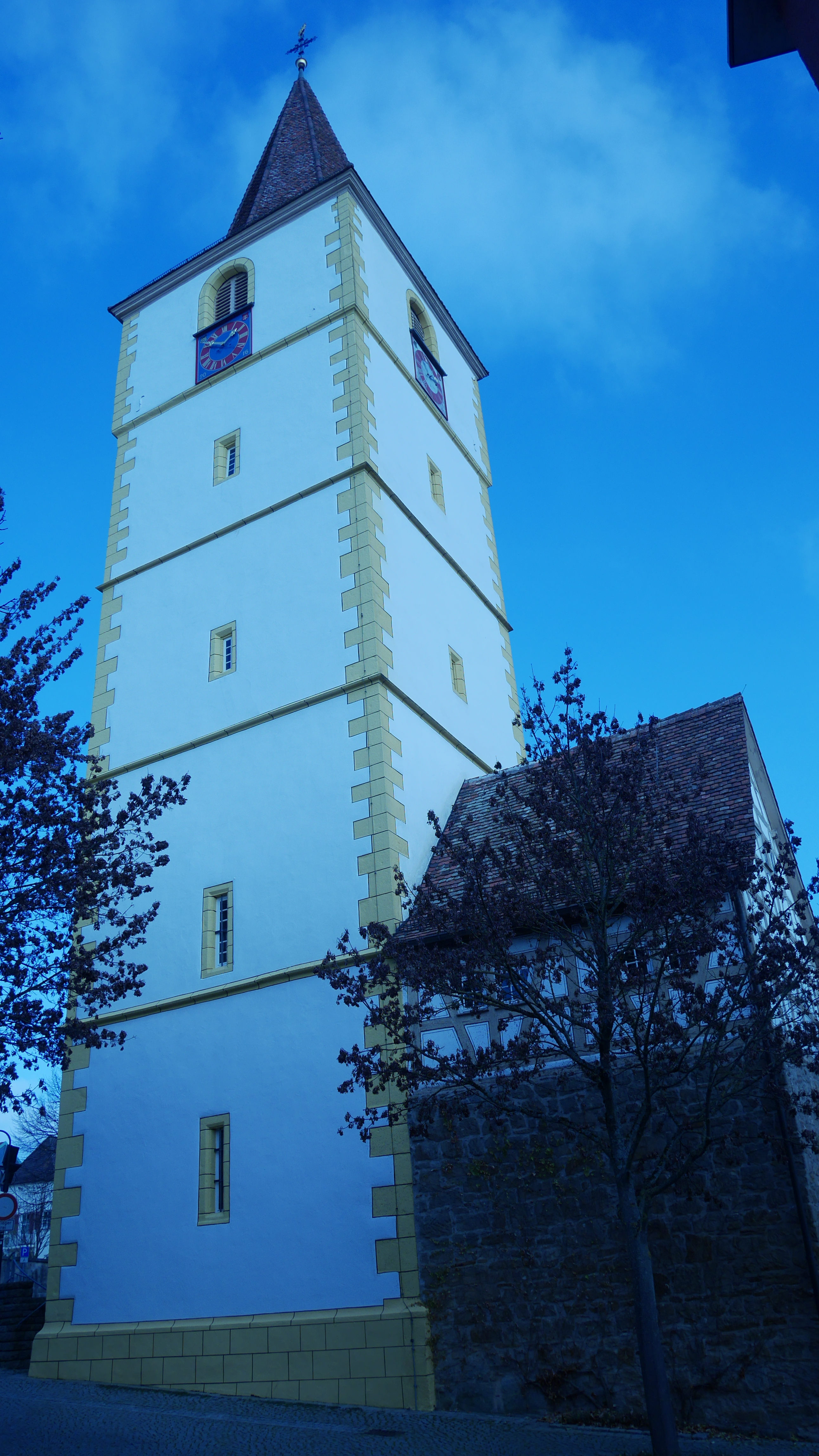
Südwestansicht des Turms